# Loïc Attely
Loïc Attely (Cambrai, 26 novembre 1977) è uno schermidore francese, specializzato del fioretto. Ha vinto due medaglie d'oro e due d'argento ai campionati mondiali di scherma.

## Palmarès
- Mondiali

Nimes 2001: oro nel fioretto a squadre ed argento individuale.
Lisbona 2002: argento nel fioretto a squadre.
Torino 2006: oro nel fioretto a squadre.
- Europei

Funchal 2000: bronzo nel fioretto individuale.
Zalaegerszeg 2005: bronzo nel fioretto a squadre.